# La Forteresse de la perle
La Forteresse de la perle (titre original : The Fortress of the Pearl) est un roman d’heroic fantasy écrit par Michael Moorcock en 1989 ; il met en scène les aventures d'Elric de Melniboné, une incarnation du Champion éternel. C'est le second tome du Cycle d'Elric.

## Résumé
Le sorcier albinos a décidé de parcourir le monde une année avant de revenir épouser sa cousine Cymoril et de choisir s'il remonte ou non sur le Trône de Rubis. On retrouve Elric à Quarzhasaat, la Cité des Sables. Pris au piège par un notable local, il doit partir à la recherche d'une perle légendaire. Personne n'est sûr de son existence. Mais si elle existe, elle se trouve au cœur du pays des rêves...